# TT179
TT179 (Theban Tomb 179) è la sigla che identifica una delle Tombe dei Nobili ubicate nell’area della cosiddetta Necropoli Tebana, sulla sponda occidentale del Nilo dinanzi alla città di Luxor, in Egitto. Destinata a sepolture di nobili e funzionari connessi alle case regnanti, specie del Nuovo Regno, l'area venne sfruttata, come necropoli, fin dall'Antico Regno e, successivamente, sino al periodo Saitico (con la XXVI dinastia) e Tolemaico.

## Titolare
TT179 era la tomba di:
| Titolare | Titolo                                                   | Necropoli | Dinastia/Periodo              | Note                                                                        |
| -------- | -------------------------------------------------------- | --------- | ----------------------------- | --------------------------------------------------------------------------- |
| Nebamon  | Scriba contabile dei granai delle divine offerte di Amon | El-Khokha | XVIII dinastia (Hatshepsut ?) | ai piedi della collina, di fronte alla casa dell'Omdeh; a ovest della TT182 |

## Biografia
Yotef, Amministratore del Signore delle Due Terre, fu suo padre; Ahmosi sua madre. Setnefert fu sua moglie.

## La tomba
TT179 è costituita planimetricamente da una camera trasversale all'ingresso da cui si accede, peraltro, alla TT180 (solo abbozzata). Nell'unica camera trasversale: il defunto consacra offerte; poco oltre, un figlio (non indicato il nome) con liste di offerte, dinanzi al defunto e alla moglie, scene della processione funeraria verso la dea dell'Occidente (Mertseger) e trasporto delle suppellettili funebri. Due uomini danzano e riti di innalzamento di un obelisco. Altre scene di cerimonie funerarie e i resti di scene del defunto seduto e in offertorio; quattro portatori di offerte, due donne e due uomini, recano un toro e alcuni uccelli; poco oltre preti che offrono libagioni. Il defunto e la moglie ricevono offerte da un uomo (un figlio?), scene di banchetto con musicisti e danzatori; su file di donne e un uomo che riempie giare di vino.

### Annotazioni
1. ↑  La numerazione dei locali e delle pareti (in rosso) segue quella di Porter e Moss 1927, p. 282.
2. ↑  La prima numerazione delle tombe, dalla numero 1 alla 253, risale al 1913 con l’edizione del "Topographical Catalogue of the Private Tombs of Thebes" di Alan Gardiner e Arthur Weigall. Le tombe erano numerate in ordine di scoperta e non geografico; ugualmente in ordine cronologico di scoperta sono le tombe dalla 253 in poi.
3. ↑  I campi della Duat, ovvero l'aldilà egizio, si trovavano, secondo le credenze, proprio sulla riva occidentale del grande fiume.
4. ↑  Nella sua epoca di utilizzo, l'area era nota come "Quella di fronte al suo Signore" (con riferimento alla riva orientale, dove si trovavano le strutture dei Palazzi di residenza dei re e i templi dei principali dei) o, più semplicemente, "Occidente di Tebe".
5. ↑  le Tombe dei Nobili, benché raggruppate in un'unica area, sono di fatto distribuite su più necropoli distinte.
6. ↑  Le note, sovente di inquadramento topografico della tomba, sono tratte dal "Topographical Catalogue" di Gardiner e Weigall, ed. 1913 e fanno perciò riferimento alla situazione dell'epoca.
7. ↑  Con il termine omdeh si indica, in Egitto, il capo-villaggio.
8. ↑  È molto verosimile che la TT180 fosse, ab origine, una sala prevista per la TT179, il che sarebbe avvalorato dalla presenza di una nicchia per statue non ultimata, poi usata come tomba autonoma.

### Fonti
1. ↑  Gardiner e Weigall 1913.
2. ↑  Donadoni 1999,  p. 115.
3. ↑  Porter e Moss 1927, p. 283.
4. ↑  Gardiner e Weigall 1913, p. 32.
5. ↑  Gardiner e Weigall 1913, pp. 32-33.
6. ↑  Gardiner e Weigall 1913, p. 33.
7. ↑  Porter e Moss 1927,  p. 283.
8. ↑  Porter e Moss 1927, pp. 285-286.